# Thompson Mann
Thompson Mann (n. 1 decembrie 1942, Norfolk, Virginia, SUA – d. 4 aprilie 2019, Amesbury⁠(d), Massachusetts, SUA) a fost un înotător american, medaliat olimpic. A participat la o ediție a Jocurilor Olimpice (1964) în care a câștigat două medalii de aur.